# Rovigo megye
Rovigo megye Olaszország Veneto régiójának egyik megyéje. Székhelye Rovigo.

## Fekvése
Rovigo megye Verona, Padova, Metropolitan City of Venice, Ferrara és Mantova megyékkel határos.

## Községek(comuni)
Legnagyobb és legnépesebb városai: 
- Rovigo
- Adria
- Porto Viro
- Lendinara
- Badia Polesine
- Porto Tolle

### Az összes település listája
- Adria
- Ariano nel Polesine
- Arquà Polesine
- Badia Polesine
- Bagnolo di Po
- Bergantino
- Bosaro
- Calto
- Canaro
- Canda
- Castelguglielmo
- Castelmassa
- Castelnovo Bariano
- Ceneselli
- Ceregnano
- Corbola
- Costa di Rovigo
- Crespino
- Ficarolo
- Fiesso Umbertiano
- Frassinelle Polesine
- Fratta Polesine
- Gaiba
- Gavello
- Giacciano con Baruchella
- Guarda Veneta
- Lendinara
- Loreo
- Lusia
- Melara
- Occhiobello
- Papozze
- Pettorazza Grimani
- Pincara
- Polesella
- Pontecchio Polesine
- Porto Tolle
- Porto Viro
- Rosolina
- Rovigo
- Salara
- San Bellino
- San Martino di Venezze
- Stienta
- Taglio di Po
- Trecenta
- Villadose
- Villamarzana
- Villanova Marchesana
- Villanova del Ghebbo